# Stoke (Quebec)
Stoke es un municipio canadiense situado en la provincia de Quebec.

## Superficie
Stoke tiene una superficie de 255,12 km².

## Demografía
En 2021, tenía 3014 habitantes, una densidad poblacional de 11,8 hab./km², y 1283 viviendas.